# Mesochra meridionalis
Mesochra meridionalis is een eenoogkreeftjessoort uit de familie van de Canthocamptidae. De wetenschappelijke naam van de soort is voor het eerst geldig gepubliceerd in 1905 door Sars G.O..